# Ninfofobia
A ninfofobia ou coitofobia é o medo compulsivo de sexo. a palavra ninfofobia vem do grego, onde ninfo vem de ninfa que é a personificação da natureza no sexo feminino na mitologia grega, já fobia vem de medo do latim. 
O ninfofobico tem medo de estar em relações sexuais, de ver relações sexuais e/ou sentir-se excitado por alguém. A ninfofobia está relacionada principalmente a pessoas que tiveram no passado algum histórico de abuso sexual, assim criando uma imagem conturbada da relação sexual.
A ninfofobia pode atrapalhar a vida do seu enfermo, tendo em vista que será complicado a duração de uma relação afetiva sem sexo, e mesmo que isto aconteça é provável que esta relação não seja saudável como deveria, então é indicado o tratamento da doença para posteriormente o sujeito se envolver em uma relação afetiva. O tratamento pode ser feito com psicólogos, psiquiatras e sexólogos. Em casos mais graves, é necessário a utilização de medicamentos para ansiedade e a exposição gradual a uma relação sexual.